# Cratere Kuo Shou Ching
Kuo Shou Ching è un cratere lunare di 33,48 km situato nella parte nord-orientale della faccia nascosta della Luna.